# Gran Premio Santa Rita
Der Gran Premio Santa Rita ist ein Straßenradrennen für Männer in Italien.
Der Gran Premio Santa Rita wird seit 2023 ausgetragen und ist das erste von zwei Eintagesrennen, die im Rahmen der Due Giorni Marchigiana (Zwei Tage von Marken) in der Gemeinde Castelfidardo in der Region Marken veranstaltet werden. Das Rennen gehört zur UCI Europe Tour und ist in die UCI-Kategorie 1.2 eingestuft. Die Strecke führt auf profiliertem Kurs mit kurzen anspruchsvollen Anstiegen in mehreren kurzen Runden, die mehrfach absolviert werden müssen, durch das Umland von Castelfidardo.

## Palmarès
| Jahr | Sieger              | Zweiter           | Dritter          |
| ---- | ------------------- | ----------------- | ---------------- |
| 2023 | Giosuè Epis         | Martin Nessler    | Federico Biagini |
| 2024 | Kyrylo Zarenko      | Giovanni de Carlo | Nahom Zerai      |
| 2025 | Francesco Parravano | Matteo Ambrosini  | Alex Tolio       |